# Grænseoverskridende beskyttede områder
Et grænseoverskridende beskyttet område (TBPA Transboundary protected area) er et økologisk beskyttet område, der spænder over landgrænser for mere end et land eller en subnational enhed. Sådanne områder er også kendt som transfrontier conservation areas (TFCA'er) eller fredsparker.
TBPA'er findes i mange former rundt om i verden og er etableret af forskellige årsager. Bevarelsen af traditionelle dyremigrationsmønstre, der sikrer tilstrækkelig mad og vand til befolkningstilvækst, er en kritisk årsag til oprettelsen af TBPA'er. TBPA'er tilskynder imidlertid også turisme, økonomisk udvikling og goodwill mellem nabolandene samt gør det lettere for indfødte indbyggere i området at rejse.

## Typer af grænseoverskridende beskyttede områder
Der findes forskellige typer geografisk konfiguration af TBPA'er med forskellige niveauer af økologisk beskyttelse og med forskellige niveauer af internationalt samarbejde. Derudover anvender forskellige organisationer forskellige definitioner for TBPA'er. Tidligere generaldirektør i IUCN, Julia Marton-Lefevre definerer bredt TBPA'er som "områder, der involverer en vis grad af samarbejde på tværs af en eller flere grænser mellem (eller inden for) lande."  Det sydlige Afrikas udviklingssamfunds protokol om bevarelse af vilde dyr og retshåndhævelse definerer grænseoverskridende bevaringsområde som "området eller komponenten i en stor økologisk region, der strækker sig over grænserne for to eller flere lande, der omfatter et eller flere beskyttede områder samt flere ressourcer brug områder."  Global Transboundary Protected Areas Network (GTPAN) viser fire typer "grænseoverskridende bevaringsområder:"
- Type 1: grænseoverskridende beskyttet område;
- Type 2: grænseoverskridende beskyttet landskab og/eller havlandskab;
- Type 3: grænseoverskridende beskyttet migrationsområde; og
- Speciel betegnelse: Park for Fred.[8]

GTPAN definerer et grænseoverskridende beskyttet område som "et klart defineret geografisk rum, der inkluderer beskyttede områder, der er økologisk forbundet over en eller flere internationale grænser og involverer en eller anden form for samarbejde." GTPAN definerer et grænseoverskridende bevaringslandskab og/eller havlandskab som "et økologisk forbundet område, der inkluderer både beskyttede områder og flere ressourceforbrugsområder på tværs af en eller flere internationale grænser og involverer en form for samarbejde." 
GTPAN definerer et grænseoverskridende beskyttet migrationsområde som "naturtyper i to eller flere lande, der er nødvendige for at opretholde bestande af vandrende arter og involverer en eller anden form for samarbejde." 
GTPAN definerer en "Park for fred" som "en hvilken som helst af de tre typer grænseoverskridende beskyttelsesområder [der er] dedikeret til at fremme, fejre og/eller mindes fred og samarbejde."
I mange tilfælde er individuelle TBPA'er en del af bredere internationale miljø- eller kulturprogrammer. TBPA'er kan være verdensarvsteder, Ramsar-vådområder og/eller UNESCO-biosfærereservater .

## Historien om grænseoverskridende beskyttede områder
I 1932 vedtog regeringerne i Canada og USA lovgivning, der skabte den første internationale fredspark: Waterton Glacier International Peace Park. Denne handling kom efter en fælles beslutning fra Rotary Klubber i Montana og Alberta, der opfordrede til oprettelse af fredsparken.
Den 1. februar 1997 grundlagde Anton Rupert sammen med prins Bernhard af Holland og Nelson Mandela Peace Parks Foundation som en nonprofitorganisation for at lette etableringen af grænseoverskridende bevaringsområder (TFCA'er).
World Conservation Union foretog i 2001 en undersøgelse hvor de fandt at der var 166 eksisterende grænseoverskridende beskyttede områdekomplekser over hele verden, der omfattede 666 individuelle bevaringszoner.
I 2007 offentliggjorde Global Transboundary Conservation Network en global oversigt over grænseoverskridende beskyttede områder, der identificerede 227 grænseoverskridende beskyttede områder.

## Etablerede grænseoverskridende beskyttede områder

### Afrika

#### Grænseoverskridende verdensarvsteder
- Maloti-Drakensberg Park er et verdensarvsted ved grænsen til Lesotho og Sydafrika . Sehlabathebe Nationalpark i Lesotho og uKahlamba Drakensberg Park udgør kernen i stedet.[12]
- Mosi-oa-Tunya / Victoria Falls er et verdensarvsted ved grænsen til Zambia og Zimbabwe.[13]
- Mount Nimba Strict Nature Reserve er et verdensarvsted ved grænsen til Elfenbenskysten og Guinea . [14]
- Sangha Trinational er et verdensarvsted ved grænserne til Cameroun, Den Centralafrikanske Republik og Republikken Congo . Lobeke Nationalpark, Dzanga-Ndoki National Park og Nouabale-Ndoki Nationalpark i de respektive nationer udgør kernen på stedet, med yderligere skovklædte bufferzoner, der strækker sig ud over parkerne. En Trinational Monitoring and Action Committee sørger for koordinering på ministerplan mellem nationerne.[15]
- Virunga Volcanoes grænseoverskridende bevaringsområde er et UNESCO verdensarvskompleks på grænsen til Den Demokratiske Republik Congo, Rwanda og Uganda.[11] Det er delvist sammensat af Den Demokratiske Republik Congos Virunga Nationalpark, Ugandas Rwenzori Mountains Nationalpark og Queen Elizabeth Nationalpark og Rwandas Volcanoes Nationalpark.[16][17]
- W-Arly-Pendjari er et verdensarvsted ved grænserne til Niger, Burkina Faso og Benin.[18] Verdensarvsstedet er også udpeget som et Ramsar-vådområde [19] og et UNESCO-biosfærereservat.[20]

#### Grænseoverskridende Ramsar-vådområder
- Kompleks Kokorou-Namga er et grænseoverskridende Ramsar-vådområde mellem Burkina Faso og Mali.
- Complexe Transfrontalier Lac Tele-Grands Affluents-Lac Tumba er et grænseoverskridende Ramsar-vådområde ved grænsen til Congo og Den Demokratiske Republik Congo.[21]
- Niumi-Saloum er et grænseoverskridende Ramsar-vådområde ved grænsen til Gambia og Senegal. Den består af Niumi Nationalpark i Gambia og Delta du Saloum Nationalpark i Senegal.
- Et grænseoverskridende Ramsar-vådområdekompleks dækker Tchadsøen, der består af steder i Niger, Tchad, Nigeria og Cameroun.[22][23][24][25]
- Zone Humide du Moyen er et grænseoverskridende Ramsar-vådområde på grænsen mellem Benin og Nigeria.

#### Grænseoverskridende biosfærereserver
- Delta du Fleuve Senegal er et grænseoverskridende UNESCO-biosfærereservat, der krydser grænsen til Mauretanien og Senegal.[20]
- Mono er et grænseoverskridende UNESCO-biosfærereservat, der krydser grænsen mellem Benin og Togo.

#### Grænseoverskridende bevaringskomplekser
- ǀAi-ǀAis / Richtersveld Transfrontier Park er et grænseoverskridende bevaringskompleks på grænsen til Namibia og Sydafrika.[11]

- Chimanimani Transfrontier Park er et grænseoverskridende bevaringsområde ved grænsen til Mozambique og Zimbabwe, der består af Mozambiques Chimanimani Nationalreservat og Zimbabwes Chimanimani Nationalpark .
- Great Limpopo Transfrontier Park er et grænseoverskridende bevaringskompleks ved grænsen til Mozambique, Sydafrika og Zimbabwe. Det er delvist sammensat af Mozambiques Limpopo National Park, Sydafrikas Kruger National Park og Zimbabwes Gonarezhou National Park og Sengwe Corridor.[27]
- Greater Mapungubwe er et grænseoverskridende bevaringskompleks på grænsen til Botswana, Sydafrika og Zimbabwe.[28]
- Kavango Zambezi er et grænseoverskridende bevaringskompleks ved grænserne til Angola, Botswana, Namibia, Zambia og Zimbabwe. Det er verdens største TBPA og omfatter Mosi-oa-Tunya verdensarvssted, der er anført ovenfor.[29]
- Kgalagadi Transfrontier Park er et grænseoverskridende bevaringskompleks på grænsen til Botswana og Sydafrika.
- Kidepo er et grænseoverskridende bevaringskompleks ved grænsen til Sydsudan og Uganda. Det består af Sydsudans Kidepo Game Reserve og Ugandas Kidepo Valley Nationalpark.
- Kilimanjaro er et grænseoverskridende bevaringskompleks centreret omkring Kilimanjaro-bjerget og på grænsen til Kenya og Tanzania. Det består af Tanzanias Kilimanjaro nationalpark, et UNESCOs verdensarvssted og Kenyas Amboseli Nationalpark.[30]
- Nedre Zambezi - Mana Pools er et grænseoverskridende bevaringskompleks ved grænsen til Zambia og Zimbabwe.[31]
- Lubombo Transfrontier Conservation Area er et grænseoverskridende bevaringskompleks på grænsen til Mozambique, Sydafrika og Swaziland.[32]
- Malawi-Zambia TFCA er et grænseoverskridende bevaringskompleks på grænsen til Malawi og Zambia. Den krydser grænsen flere steder.[33]
- Niokolo Koba-Badiar er et grænseoverskridende bevaringskompleks ved grænsen til Guinea og Senegal.
- Serengeti-Masai er et grænseoverskridende bevaringskompleks på grænsen til Kenya og Tanzania.
- Et grænseoverskridende bevaringskompleks krydser grænsen mellem Burkina Faso og Elfenbenskysten. Det består delvist af et Ramsar-vådområde i Burkina Faso og Nationalparken Comoe i Elfenbenskysten.[34]
- Global Transboundary Conservation Network's 2007-oversigt viser yderligere TBPA'er på grænserne af:
  1. Liberia og Sierra Leone;
  2. Guinea og Liberia;
  3. Elfenbenskysten og Liberia;
  4. Elfenbenskysten og Ghana tre steder;
  5. Cameroun og Nigeria to steder;
  6. Cameroun og Ækvatorial Guinea;
  7. Den Centralafrikanske Republik og Sudan;
  8. Congo og Gabon;
  9. Den Demokratiske Republik Congo og Sydsudan;
  10. Sydsudan og Uganda;
  11. Kenya og Uganda;
  12. Kenya og Somalia;
  13. Burundi og Rwanda;
  14. Rwanda og Tanzania;
  15. Tanzania og Uganda;
  16. Tanzania og Zambia;
  17. Mozambique og Tanzania; og
  18. Angola og Namibia.

### Asien
- Govater Bay og Hur-e-Bahu - Jiwani Coastal Wetland er et grænseoverskridende Ramsar-kompleks på grænsen mellem Iran og Pakistan.[35] [36]
- Hamun-e-Puzak, sydlige ende - Hamun-e-Saberi & Hamun-e-Helmand er et grænseoverskridende Ramsar-kompleks ved grænsen til Afghanistan og Iran.[37] [38]
- Landskaber i Dauria er et verdensarvsted ved grænsen til Mongoliet og Rusland ved den Dauriske Steppe. Det består af Dornod Mongol Biosfærereservat i Mongoliet og Daursky naturreservat i Rusland.[39]
- Labi Hills/Gunung Pulu Transboundary Complex er et grænseoverskridende bevaringskompleks på grænsen til Brunei og Malaysia.[11]

- Lanjak Entimau / Batang / Ai / Betung Kerihun Complex er et grænseoverskridende bevaringskompleks på grænsen til Indonesien og Malaysia.[40] Landene har to yderligere TBPA'er ved deres grænse.
- Taxkorgan er et grænseoverskridende beskyttet område ved grænsen til Afghanistan, Kina og Pakistan . Afghanistans Wahan Nationalpark, Kinas Taxkorgan Naturreservat og Pakistans Khunjerab Nationalpark udgør stedet.[41]
- Turtle Island Heritage Protected Area (også kendt som Turtle Islands Wildlife Sanctuary) er et grænseoverskridende beskyttet område mellem Malaysia og Filippinerne.[42]
- Uvs Nuur Basin er et verdensarvsted ved grænsen til Mongoliet og Rusland, der dækker Uvs Nuur-søen og beskytter dens vådområder.[43] Mongoliet og Rusland har yderligere to bilaterale TBPA'er ved deres grænse.
- Wasur-Tonda grænseoverskridende bevaringsområde er et grænseoverskridende bevaringskompleks på grænsen til Indonesien og Papua Ny Guinea.
- Global Transboundary Conservation Networks opgørelse fra 2007 viser yderligere 49 TBPA'er i asiatiske lande.
- Hjertet af Borneo er et grænseoverskridende beskyttet område på øen Borneo, der inkluderer nationerne Brunei, Malaysia og Indonesien.

### Europa

#### Grænseoverskridende verdensarvssteder
- Białowieska nationalpark er et verdensarvssted ved grænsen til Hviderusland og Polen.[44]
- Hulerne i Aggtelek Karst og Slovakiske Karst er et verdensarvssted ved grænsen til Slovakiet og Ungarn . Det er dannet af Aggtelek Nationalpark i Ungarn og Slovakiske Karst Nationalpark i Slovakiet. Stedet beskytter 712 karstiske huler til økologi, paleontologi og turisme.[45]
- Den kuriske landtange er et verdensarvssted ved grænsen til Litauen og Rusland . Litauens Curonian Spit Nationalpark og Ruslands Kursskaya Nationalpark udgør stedet.[46]
- Monte San Giorgio er et verdensarvsted ved grænsen mellem Italien og Schweiz.[47]
- Muskauer Park / Park Muzakowski er et verdensarvssted ved grænsen til Tyskland og Polen. Stedet bevarer en historisk vigtig landskabspark oprindeligt oprettet i det 19. århundrede.[48]
- Pyrenæerne-Mont Perdu er et verdensarvssted ved grænsen til Frankrig og Spanien. Frankrigs Parc national des Pyrénées og Spaniens Parque Nacional de Ordesa y Monte Perdido udgør kernen på stedet.[49]
- Rhätische Bahn i Albula- Berninalandskaberne er et verdensarvsted i Italien og Schweiz.[50]
- Vadehavet er et verdensarvsted, der løber gennem de maritime områder i Danmark, Tyskland og Holland . Den består af flere nationalparker på tværs af de deltagende nationer, der dækker verdens største sammenhængende system af vadehav og tidevands sand. Det trilaterale samarbejde om beskyttelse af Vadehavet koordinerer områdets bevarelse.[51] Vadehavet er også udpeget som et grænseoverskridende Ramsar-vådområde.[21]

#### Grænseoverskridende Ramsar-vådområder
- Adutiškis -Vileity er et grænseoverskridende Ramsar-vådområde ved grænsen mellem Hviderusland og Litauen.[21]
- Østrigsk-bayerske Wildalm er et grænseoverskridende Ramsar-vådområde ved grænsen til Østrig og Tyskland.[52]
- Hulerne i Aggtelek Karst og Slovakiske Karst og Domica Ramsar Sites er samarbejdsstyrede grænseoverskridende vådområder ved grænsen til Ungarn og Slovakiet. Dette var den første erklæring om et grænseoverskridende vådområde under Ramsar-konventionen.
- Bistret-Ibishaøen er et grænseoverskridende Ramsar-vådområde ved grænsen til Bulgarien og Rumænien. Den består af Ibisha Island i Bulgarien og Bistret i Rumænien.
- Gornje Podunavije - Gemenc - Kopacki Rit er et grænseoverskridende Ramsar-kompleks på grænsen til Kroatien, Ungarn og Serbien.[53]
- Ipoly Valley og Poiplie er grænseoverskridende Ramsar-vådområder ved grænsen til Ungarn og Slovakiet.
- Kotra og Čepkelai er grænseoverskridende Ramsar-vådområder ved grænsen til Hviderusland og Litauen.
- Krkonose/Karkonosze subalpine tørvemoser er et grænseoverskridende Ramsar-vådområde ved grænsen til Tjekkiet og Polen. Området er også et grænseoverskridende UNESCO-biosfærereservat.[20]
- Calarasisøen-Srebarna er et grænseoverskridende Ramsar-vådområde ved grænsen til Bulgarien og Rumænien. Srebarna Naturereservat er den bulgarske komponent i dette kompleks og er på UNESCOs verdensarvsliste.[54]
- Mannavuoma - Lätäseno-Hietajoki Mire er et grænseoverskridende Ramsar-kompleks på grænsen mellem Finland og Sverige.[55]
- Nord Livonian grænseoverskridende Ramsar Site er et grænseoverskridende Ramsar vådområde ved grænsen mellem Estland og Letland. Det består af Nigula naturreservat og Sookuninga naturreservat i Estland og nordlige moser i Letland.
- Olmany-Perebrody moserne er et grænseoverskridende Ramsar-vådområde ved grænsen mellem Hviderusland og Ukraine.
- Prespa-Bassinet er et samarbejdsstyret Ramsar-vådområde ved grænsen mellem Albanien, Grækenland og Makedonien.
- Rhin supérieur / Oberrhein — Oberrhein / Rhin supérieur er et grænseoverskridende Ramsar-vådområde ved grænsen til Frankrig og Tyskland. Den består af Rhin superieur / Oberrhein i Frankrig og Oberrhein / Rhin superieur i Tyskland.
- Stokhid-Prypiat-Prostyr er et grænseoverskridende Ramsar-vådområde ved grænsen til Hviderusland og Ukraine. Det består af Prostyr-området i Hviderusland og vådområder langs floderne Prypiats og Stokhid i Ukraine.
- Storkölen-Kvisleflået er et grænseoverskridende Ramsar-kompleks på grænsen mellem Sverige og Norge.[56]
- Suhaia-Beleneøerne er et grænseoverskridende Ramsar-sted ved grænsen mellem Bulgarien og Rumænien. Det består af Beleneøerne i Bulgarien og Suhaia i Rumænien.
- Trilateral Ramsar Site: Flodenge ved sammenløbet af floderne Morava-Dyje-Donau er et grænseoverskridende Ramsar-vådområde ved grænsen mellem Østrig, Tjekkiet og Slovakiet.
- Grænseoverskridende Ramsar Site Neusiedler See-Seewinkel-Ferto-Hansag er et grænseoverskridende Ramsar-vådområde ved grænsen mellem Østrig og Ungarn.
- Øvre Tisza dalen er et grænseoverskridende Ramsar-vådområde ved grænsen mellem Ungarn og Slovakiet. Det består af Feslo-Tisza-stedet i Ungarn og Tisa-flodstedet i Slovakiet.
- Vallée de la Haute-Sure er et grænseoverskridende Ramsar-vådområde ved grænsen mellem Belgien og Luxembourg, der består af steder med samme navn i begge lande.

#### Grænseoverskridende biosfærereservater
Af verdens tyve grænseoverskridende UNESCO-biosfærereservater er tolv i Europa. Spanien, Portugal, Polen og Ukraine bidrager hver til tre reservater.
- Donau Deltaet er et grænseoverskridende UNESCO biosfærereservat, der krydser grænsen mellem Rumænien og Ukraine.[20]
- East Carpathians er et grænseoverskridende UNESCO-biosfærereservat, der krydser grænsen mellem Polen, Slovakiet og Ukraine.
- Geres - Xures er et grænseoverskridende UNESCO-biosfærereservat, der krydser grænsen mellem Portugal og Spanien.
- Meseta Iberica er et grænseoverskridende UNESCO-biosfærereservat, der krydser grænsen mellem Portugal og Spanien.
- Mont Viso / Area della Biosfera del Monviso er et grænseoverskridende UNESCO-biosfærereservat, der krydser grænsen mellem Frankrig og Italien.
- Mura Drava Donau er et grænseoverskridende UNESCO-biosfærereservat, der krydser grænsen mellem Kroatien og Ungarn.
- Tatra er et grænseoverskridende UNESCO-biosfærereservat, der krydser grænsen mellem Slovakiet og Polen.
- Tejo / Tajo Internacional er et grænseoverskridende UNESCO-biosfærereservat, der krydser grænsen mellem Portugal og Spanien.
- Vosges du Nord / Pfalzerwald er et grænseoverskridende UNESCO-biosfærereservat, der krydser grænsen mellem Frankrig og Tyskland.
- West Polesie er et grænseoverskridende UNESCO-biosfærereservat, der krydser grænserne mellem Hviderusland, Polen og Ukraine.

#### Grænseoverskridende bevaringskomplekser
- Det europæiske grønne bælte, der løber langs det tidligere jerntæppe, betragtes som en fredspark.
- En fredspark er blevet etableret i Det Røde Hav mellem Israel og Jordan .
- Interprovinsielle park i Montoni (Livorno/Grosseto, Italien)

### Nordamerika

#### Canada og USA
- Kluane/Wrangell-St. Elias/Glacier Bay/Tatshenshini-Alsek er et verdensarvsted på grænsen mellem Canada og USA. Det består af Kluane National Park and Reserve i Yukon Territory, Wrangell-St.Elias National Park og Glacier Bay National Park i Alaska og Tatshenshini-Alsek Provincial Park i British Columbia . Området inkluderer verdens største ikke-polære isområde.[57]
- Klondike Gold Rush International Historical Park - Alaska, Washington, British Columbia og Yukon [58]
- Waterton-Glacier International Peace Park over grænsen mellem USA og Canada var den første fredspark i Amerika, dannet ved fusionen af nationalparkerne Waterton Lakes og Glacier i 1932.[59] I modsætning til andre fredsparker var unionens primære formål at tjene som et symbol på venskab og fred mellem de to lande. [60]
- Roosevelt Campobello International Park - Maine, USA / New Brunswick, Canada
- Peace Arch Park ligger på grænsen mellem British Columbia / Washington og er berømt for Peace Arch, et stor fredsmonument, der strækker sig over selve grænsen.
- Grænsen til Canada og USA har flere grænseoverskridende naturbeskyttelsesområder bl.a.:
  1. Canadas Ivvavik National Park og Vuntut National Park, Vuntut Gwitchin First Nation og USAs Arctic National Wildlife Refuge ;
  2. British Columbia Chilliwack Lake Provincial Park, Skagit Valley Provincial Park og EC Manning Provincial Park og USAs Mt. Baker-Snoqualmie National Forest, North Cascades National Park og Ross Lake National Wildlife Refuge ;
  3. North Dakota's Lake Metigoshe State Park, Manitobas Turtle Mountain Provincial Park, USAs Rabb Lake National Wildlife Refuge og den internationale fredshave; og
  4. Ontario 's Sandpoint Island Provincial Park og Quetico Provincial Park, USA's Voyageurs National Park og Superior National Forest og Minnesotas Kabetogama Statsskov.[61]

##### Canadiske interprovinsielle parker
- Cypress Hills Interprovincial Park (Alberta – Saskatchewan) [62]
- Kakwa-Willmore Interprovincial Park (Alberta – British Columbia) [63]
- Manitoba – Ontario interprovinsielle vildmarksområde [64]
- Parc linéaire interprovincial Petit Témis (Quebec – New Brunswick) [65]

##### De Forenede Staters interstatslige parker
- Interstate Park (Minnesota – Wisconsin) [66]
- Palisades Interstate Park (New York – New Jersey) [67]
- Bryder Interstate Park (Kentucky – Virginia) [68]

#### Mexico og De Forenede Stater
- Dry Borders-Sonoran Desert Biosphere Reserve Network er et grænseoverskridende bevaringskompleks bestående af Mexicos El Picante y Gran Desierto de Altar Biosphere Reserve og USAs Organ Pipe Cactus National Monument.[11]

- El Carmen-Big Bend Complex er et grænseoverskridende bevaringskompleks bestående af Mexicos Parque Nacional Canon de Santa Elena og Area Natural Protegida Maderas del Carmen, USA's Big Bend National Park og Texas ' Big Bend Ranch State Park.[69]

#### Mellemamerika
- Maya Tropical Forest Complex er et grænseoverskridende bevaringskompleks på grænsen til Belize, Guatemala og Mexico. Det er delvist sammensat af Guatemalas Sierra Del Lacandon Nationalpark, Laguna del Tigre Nationalpark, El Mirador og Maya Biosfærereservat, Mexicos Calakmul Biosphere Reserve og Belize's Rio Bravo Conservation and Management Area.[11]
- Montecristo Trifinio Complex (også kendt som Trifinio Fraternidad) er et grænseoverskridende UNESCO-biosfærereservat ved grænsen til El Salvador, Guatemala og Honduras. Den består af El Salvadors Montecristo Nationalpark, Guatemalas Reserva Biologica Trifinio og Honduras ' Montecristo Trifinio Nationalpark.[20][70]
- Parque Internacional La Amistad er et UNESCO-verdensarvsted på grænsen til Costa Rica og Panama . En bi-national grænseoverskridende kommission for beskyttet område koordinerer bevarelsesindsatsen i området.[71]
- San Juan River Basin er et grænseoverskridende bevaringskompleks på grænsen til Costa Rica og Nicaragua. Det består af Costa Ricas Tortuguero Nationalpark og Barra del Colorado Vildtreservat og Nicaraguas Reserva Biologica Indio Maiz og Reserva Natural Punta Gorda.
- Volcan Tacana er et grænseoverskridende UNESCO-biosfærereservat ved grænsen til Guatemala og Mexico. [72]
- Et grænseoverskridende Ramsar-vådområde-kompleks ligger på grænsen mellem Costa Rica og Panama og består af Jairo Mora Sandoval Gandoca-Manzanillo blandede Vildtreservat i Costa Rica og San San-Pond Sak i Panama.[73][74] Global Transboundary Conservation Network inkluderer dette sted som en del af Parque International La Amsted i sin globale opgørelse for 2007.
- Et grænseoverskridende Ramsar-vådområde-kompleks ligger på grænsen til Belize og Guatemala og består af Belize's Reserva de Usos Multiples Rio Sarstun og Guatemalas Sarstoon Temash Nationalpark.[75][76]
- Global Transboundary Conservation Network's 2007-oversigt viser yderligere TBPA'er på grænserne af:
  1. Belize, Guatemala, Honduras og Mexico;
  2. Guatemala og Honduras; og
  3. Honduras og Nicaragua to steder.

### Sydamerika
- Cordillera del Condor er et grænseoverskridende beskyttet område ved grænsen til Ecuador og Peru . Det består af Ecuadors Parque Nacional Podocarpus og Perus Zona Reservada Santiago-Comaina.[77] Landene blev enige om at oprette det beskyttede område som en del af en løsning på en grænsekonflikt i 1990'erne.[78]
- Glaciares-Torres del Paine-O'Higgins Complex er et grænseoverskridende bevaringskompleks på grænsen til Argentina og Chile. Det består af Chiles O'Higgins Nationalpark og Torres del Paine Nationalpark og Argentinas Los Glaciares Nationalpark.[79] [80]
- Iguacu-Iguazu er et grænseoverskridende verdensarvskompleks ved grænsen til Argentina og Brasilien. Det består af Argentinas Iguazu Nationalpark og Brasiliens Iguacu Nationalpark.[11][81] [82]
- Titicaca-søen er et grænseoverskridende Ramsar-vådområdekompleks på grænsen mellem Bolivia og Peru.[83] [84]
- Global Transboundary Conservation Network's 2007-oversigt viser yderligere TBPA'er på grænserne mellem:
  1. Colombia og Venezuela;
  2. Brasilien og Colombia
  3. Colombia, Ecuador og Peru;
  4. Brasilien og Venezuela
  5. Fransk Guyana og Surinam;
  6. Brasilien og Surinam;
  7. Brasilien og Peru
  8. Bolivia og Brasilien;
  9. Bolivia, Brasilien og Paraguay;
  10. Argentina og Brasilien
  11. Bolivia og Chile;
  12. Argentina, Bolivia og Chile;
  13. Argentina og Bolivia to steder;
  14. Bolivia og Paraguay; og
  15. Argentina og Chile fire steder.

- Great Atlay er et grænseoverskridende UNESCO-biosfærereservat, der krydser grænsen mellem Kasakhstan og Rusland. [20]
- Interkontinentale biosfærereservat i Middelhavet er en grænseoverskridende UNESCO-biosfære, der krydser grænsen til Marokko og Spanien. Det er et sammenhængende sted, der kombinerer jord i Marokko og Spanien forbundet med Gibraltarstrædet. [85]
- Et grænseoverskridende UNESCO-verdensarvskompleks ligger ved grænsen til Colombia og Panama. Den består primært af Colombias Los Katios National Park og Panamas Darien National Park.[11]

## Områder med underskrevne traktater
- Kgalagadi Transfrontier Park (Botswana / Sydafrika), åbnet den 12. maj 2000.
- Ai-Ais / Richtersveld Transfrontier Park (Namibia / Sydafrika) (se også Nama-folk : Namaqua og Ai-Ais Hot Springs ), underskrevet den 17. august 2001.
- Great Limpopo Transfrontier Park, underskrevet den 10. november 2000.